# Moruloidea darwinii
Moruloidea darwinii là một loài chân đều trong họ Sphaeromatidae. Loài này được Cunningham miêu tả khoa học năm 1871.